# Arrondissement di Léogâne
L'arrondissement di Léogâne è un arrondissement di Haiti facente parte del dipartimento dell'Ovest. Il capoluogo è Léogâne.

## Geografia antropica

### Suddivisioni amministrative
L'arrondissement di Léogâne comprende 3 comuni:
- Léogâne
- Grand-Goâve
- Petit-Goâve